# Volleyball Team Tirol 2023-2024
Questa voce raccoglie le informazioni riguardanti il Volleyball Team Tirol nelle competizioni ufficiali della stagione 2023-2024.

## Stagione
Nella stagione 2023-24 il Volleyball Team Tirol assume la denominazione sponsorizzata di Hypo Tirol Volleyballteam.
Disputa la Supercoppa austriaca, vincendo il trofeo per la prima volta, grazie al successo contro il Raiffeisen Waldviertel.
Partecipa all'Austrian Volley League: chiude la regular season di campionato al primo posto in classifica, qualificandosi per i play-off scudetto: vince il suo dodicesimo titolo superando nella serie finale l'Hartberg.
Nella Coppa d'Austria arriva fino alle semifinali, uscendo contro l'Hartberg.
In qualità di Campione d'Austria partecipa alla Champions League, accedendo alla fase di qualificazione. Con il secondo posto nel proprio girone del primo turno, accede al secondo turno, dove un ulteriore secondo posto non gli consente l'accesso alla fase a gironi: viene pertanto ammesso ai sedicicesimi di finale della Coppa CEV dove subisce tuttavia l'eliminazione ad opera del Fenerbahçe.

## Organigramma societario
Area direttiva
- Presidente: Kronthaler Othmar
- Direttore generale: Kronthaler Hannes
- Direttore sportivo: Chrtiansky Stefan
- Direttore tecnico: Damm Christoph
- Segreteria: Springer Marion
- Assistente: Kloser Theresa

Area tecnica
- Allenatore: Štefan Chrtianský
- Allenatore in seconda: Daniel Koncal
- Scout Man: Prantl Paul, Zheng Zi-Zhao

Area comunicazione
- Addetto stampa: Sigl Christian

Area marketing
- Responsabile marketing: Sigl Christian

Area sanitaria
- Fisioterapista: Chrtiansky Stefan Jr

## Rosa
| N° | Nome               | Ruolo | Data di nascita   | Nazionalità sportiva |
| -- | ------------------ | ----- | ----------------- | -------------------- |
| 1  | Pedro Frances      | C     | 30 giugno 1989    | Brasile              |
| 3  | Luan Weber         | O     | 12 febbraio 1991  | Brasile              |
| 4  | Milan Jovanović    | P     | 8 agosto 1996     | Serbia               |
| 6  | Timothy McIntosh   | L     | 20 novembre 1997  | Stati Uniti          |
| 7  | Arthur Nath        | S     | 30 ottobre 1999   | Brasile              |
| 9  | Nicolai Grabmüller | C     | 18 aprile 1996    | Austria              |
| 10 | Cameron Branch     | O     | 27 dicembre 1994  | Canada               |
| 11 | Mihkel Varblane    | C     | 12 dicembre 1999  | Estonia              |
| 12 | Niklas Jeschko     | C     | 19 settembre 2000 | Austria              |
| 13 | Finn Örley         | S     | 11 marzo 2004     | Austria              |
| 15 | Niklas Kronthaler  | S     | 14 maggio 1994    | Austria              |
| 16 | Nicola Salsi       | P     | 13 settembre 1997 | Italia               |
| 17 | Niklas Etlinger    | S     | 3 agosto 1999     | Austria              |

## Risultati

### Austrian Volley League

#### Girone di andata
| 1ª Giornata - 30 settembre 2023 Universitäts-Sportinstitut, Innsbruck | Tirol                  | 3 - 0 | Amstetten  | 25-17, 27-25, 25-17               |
| 2ª Giornata - 7 ottobre 2023 Hofstattgasse, Weiz                      | Weiz                   | 0 - 3 | Tirol      | 22-25, 10-25, 25-27               |
| 3ª Giornata - 14 ottobre 2023 Universitäts-Sportinstitut, Innsbruck   | Tirol                  | 3 - 0 | Ried       | 25-18, 26-24, 25-20               |
| 4ª Giornata - 21 ottobre 2023 JUFA Arena, Bleiburg                    | Aich/Dob               | 0 - 3 | Tirol      | 18-25, 22-25, 22-25               |
| 5ª Giornata - 18 dicembre 2023 Universitäts-Sportinstitut, Innsbruck  | Tirol                  | 3 - 0 | Graz       | 25-18, 25-17, 25-19               |
| 6ª Giornata - 4 novembre 2023 Sporthalle, Zwettl                      | Raiffeisen Waldviertel | 2 - 3 | Tirol      | 14-25, 18-25, 25-21, 25-18, 12-15 |
| 7ª Giornata - 4 febbraio 2024 Universitäts-Sportinstitut, Innsbruck   | Tirol                  | 3 - 0 | Sokol Wien | 25-17, 25-15, 25-17               |
| 8ª Giornata - 18 novembre 2023 BSH Sportpark, Klagenfurt              | Klagenfurt             | 1 - 3 | Tirol      | 25-23, 21-25, 15-25, 22-25        |
| 9ª Giornata - 25 novembre 2023 Universitäts-Sportinstitut, Innsbruck  | Tirol                  | 3 - 2 | Hartberg   | 25-11, 25-22, 19-25, 22-25, 15-10 |

#### Girone di ritorno
| 10ª Giornata - 2 dicembre 2023 Johann-Pölz-Halle, Amstetten             | Amstetten  | 0 - 3 | Tirol                  | 18-25, 19-25, 18-25               |
| 11ª Giornata - 9 dicembre 2023 Universitäts-Sportinstitut, Innsbruck    | Tirol      | 3 - 1 | Weiz                   | 25-18, 23-25, 25-15, 25-14        |
| 12ª Giornata - 16 dicembre 2023 Raiffeisen Volleydome, Ried im Innkreis | Ried       | 0 - 3 | Tirol                  | 18-25, 18-25, 13-25               |
| 13ª Giornata - 6 gennaio 2024 Universitäts-Sportinstitut, Innsbruck     | Tirol      | 3 - 0 | Aich/Dob               | 25-20, 25-17, 27-25               |
| 14ª Giornata - 14 gennaio 2024 Raiffeisen Sportpark, Graz               | Graz       | 2 - 3 | Tirol                  | 25-23, 25-22, 15-25, 23-25, 15-17 |
| 15ª Giornata - 20 gennaio 2024 Universitäts-Sportinstitut, Innsbruck    | Tirol      | 3 - 1 | Raiffeisen Waldviertel | 25-15, 22-25, 25-18, 25-15        |
| 16ª Giornata - 27 gennaio 2024 Posthalle, Vienna                        | Sokol Wien | 2 - 3 | Tirol                  | 25-22, 25-22, 18-25, 24-26, 13-15 |
| 17ª Giornata - 3 febbraio 2024 Universitäts-Sportinstitut, Innsbruck    | Tirol      | 3 - 0 | Klagenfurt             | 25-22, 25-22, 25-17               |
| 18ª Giornata - 11 febbraio 2024 Stadtwerke Hartberg Halle, Hartberg     | Hartberg   | 1 - 3 | Tirol                  | 12-25, 20-25, 25-22, 20-25        |

#### Play-off scudetto
| Quarti di finale (gara 1) - 25 febbraio 2024 Johann-Pölz-Halle, Amstetten      | Amstetten | 0 - 3 | Tirol     | 0-25, 0-25, 0-25                  |
| Quarti di finale (gara 2) - 2 marzo 2024 Universitäts-Sportinstitut, Innsbruck | Tirol     | 3 - 0 | Amstetten | 25-14, 25-15, 25-15               |
| Semifinali (gara 1) - 7 marzo 2024 JUFA Arena, Bleiburg                        | Aich/Dob  | 3 - 2 | Tirol     | 25-27, 25-17, 23-25, 25-21, 15-13 |
| Semifinali (gara 2) - 13 marzo 2024 Universitäts-Sportinstitut, Innsbruck      | Tirol     | 3 - 1 | Aich/Dob  | 25-23, 25-18, 24-26, 26-24        |
| Semifinali (gara 3) - 20 marzo 2024 Universitäts-Sportinstitut, Innsbruck      | Tirol     | 3 - 1 | Aich/Dob  | 21-25, 25-20, 26-24, 25-18        |
| Semifinali (gara 4) - 23 marzo 2024 JUFA Arena, Bleiburg                       | Aich/Dob  | 2 - 3 | Tirol     | 28-26, 25-19, 13-25, 18-25, 19-21 |
| Finale (gara 1) - 10 aprile 2024 Universitäts-Sportinstitut, Innsbruck         | Tirol     | 3 - 2 | Hartberg  | 25-18, 25-20, 17-25, 19-25, 15-7  |
| Finale (gara 2) - 14 aprile 2024 Stadtwerke Hartberg Halle, Hartberg           | Hartberg  | 0 - 3 | Tirol     | 23-25, 17-25, 16-25               |
| Finale (gara 3) - 17 aprile 2024 Universitäts-Sportinstitut, Innsbruck         | Tirol     | 3 - 1 | Hartberg  | 25-19, 16-25, 25-23, 25-22        |
| Finale (gara 4) - 20 aprile 2024 Stadtwerke Hartberg Halle, Hartberg           | Hartberg  | 0 - 3 | Tirol     | 21-25, 19-25, 19-25               |

### Coppa d'Austria
| Primo turno - 1º ottobre 2023 Hofsteig Sporthalle, Wolfurt                  | Wolfurt  | 0 - 3 | Tirol | 14-25, 14-25, 11-25        |
| Ottavi di finale - 22 ottobre 2023 Reinhold Heidinger Sporthall, Leibnitz   | Leibnitz | 0 - 3 | Tirol | 13-25, 16-25, 11-25        |
| Quarti di finale - 15 novembre 2023 Raiffeisen Volleydome, Ried im Innkreis | Ried     | 0 - 3 | Tirol | 22-25, 19-25, 18-25        |
| Semifinali - 21 dicembre 2023 Stadtwerke Hartberg Halle, Hartberg           | Hartberg | 3 - 1 | Tirol | 16-25, 25-20, 25-23, 25-13 |

### Supercoppa austriaca
| Gara unica - 25 settembre 2023 Olympiahalle, Innsbruck | Tirol | 3 - 0 | Raiffeisen Waldviertel | 25-23, 25-15, 25-22 |

### Champions League

#### Fase di qualificazione
| Primo turno (1ª giornata) - 27 ottobre 2023 Universitäts-Sportinstitut, Innsbruck | Tirol            | 1 - 3 | Prometej | 23-25, 32-30, 23-25, 22-25 |
| Primo turno (2ª giornata) - 28 ottobre 2023 Universitäts-Sportinstitut, Innsbruck | Dynamo Apeldoorn | 1 - 3 | Tirol    | 25-23, 36-38, 23-25, 19-25 |
| Primo turno (3ª giornata) - 29 ottobre 2023 Universitäts-Sportinstitut, Innsbruck | Tirol            | 3 - 0 | Vammalan | 25-15, 25-19, 25-22        |
| Secondo turno (1ª giornata) - 10 novembre 2023 Sportski centar Master, Zemun      | Partizan         | 0 - 3 | Tirol    | 14-25, 21-25, 12-25        |
| Secondo turno (2ª giornata) - 11 novembre 2023 Sportski centar Master, Zemun      | Guaguas          | 3 - 0 | Tirol    | 25-16, 25-23, 25-19        |
| Secondo turno (3ª giornata) - 12 novembre 2023 Sportski centar Master, Zemun      | Tirol            | 3 - 0 | Budva    | 25-20, 25-14, 25-18        |

### Coppa CEV
| Sedicesimi di finale (andata) - 22 novembre 2023 Universitäts-Sportinstitut, Innsbruck | Tirol      | 3 - 2 | Fenerbahçe | 25-23, 15-25, 25-20, 23-25, 21-19 |
| Sedicesimi di finale (ritorno) - 29 novembre 2023 Burhan Felek Spor Salonu, Istanbul   | Fenerbahçe | 3 - 1 | Tirol      | 32-34, 28-26, 25-19, 25-19        |

## Statistiche

### Statistiche di squadra
| Competizione           | Punti | In casa | In casa | In casa | In trasferta | In trasferta | In trasferta | Totale | Totale | Totale |
| Competizione           | Punti | G       | V       | P       | G            | V            | P            | G      | V      | P      |
| ---------------------- | ----- | ------- | ------- | ------- | ------------ | ------------ | ------------ | ------ | ------ | ------ |
| Austrian Volley League | 50    | 14      | 14      | 0       | 14           | 13           | 1            | 28     | 27     | 1      |
| Coppa d'Austria        |       | 0       | 0       | 0       | 4            | 3            | 1            | 4      | 3      | 1      |
| Supercoppa austriaca   |       | -       | -       | -       | -            | -            | -            | 1      | 1      | 0      |
| Champions League       | 6/6   | -       | -       | -       | -            | -            | -            | 6      | 4      | 2      |
| Coppa CEV              |       | 1       | 1       | 0       | 1            | 0            | 1            | 2      | 1      | 1      |
| Totale                 | -     | 15      | 15      | 0       | 19           | 16           | 3            | 41     | 36     | 5      |

G = partite giocate; V = partite vinte; P = partite perse 

### Statistiche dei giocatori
| Giocatore     | Austrian Volley League | Austrian Volley League | Austrian Volley League | Austrian Volley League | Austrian Volley League | Coppa d'Austria | Coppa d'Austria | Coppa d'Austria | Coppa d'Austria | Coppa d'Austria | Supercoppa austriaca | Supercoppa austriaca | Supercoppa austriaca | Supercoppa austriaca | Supercoppa austriaca | Champions League | Champions League | Champions League | Champions League | Champions League | Coppa CEV | Coppa CEV | Coppa CEV | Coppa CEV | Coppa CEV | Totale | Totale | Totale | Totale | Totale |
| Giocatore     | P                      | PT                     | AV                     | MV                     | BV                     | P               | PT              | AV              | MV              | BV              | P                    | PT                   | AV                   | MV                   | BV                   | P                | PT               | AV               | MV               | BV               | P         | PT        | AV        | MV        | BV        | P      | PT     | AV     | MV     | BV     |
| ------------- | ---------------------- | ---------------------- | ---------------------- | ---------------------- | ---------------------- | --------------- | --------------- | --------------- | --------------- | --------------- | -------------------- | -------------------- | -------------------- | -------------------- | -------------------- | ---------------- | ---------------- | ---------------- | ---------------- | ---------------- | --------- | --------- | --------- | --------- | --------- | ------ | ------ | ------ | ------ | ------ |
| C. Branch     | 22                     | 77                     | 70                     | 5                      | 2                      | 2               | 2               | 1               | 1               | 0               | -                    | -                    | -                    | -                    | -                    | 4                | 2                | 1                | 1                | 0                | 2         | 2         | 2         | 0         | 0         | 30     | 83     | 74     | 7      | 2      |
| N. Etlinger   | 22                     | 79                     | 65                     | 8                      | 6                      | 1               | 2               | 1               | 1               | 0               | 1                    | 1                    | 1                    | 0                    | 0                    | 2                | 7                | 7                | 0                | 0                | 2         | 0         | 0         | 0         | 0         | 28     | 89     | 74     | 9      | 6      |
| P. Frances    | 21                     | 172                    | 107                    | 55                     | 10                     | 1               | 4               | 4               | 0               | 0               | 1                    | 5                    | 3                    | 2                    | 0                    | 6                | 40               | 25               | 10               | 5                | 1         | 4         | 2         | 2         | 0         | 30     | 225    | 141    | 69     | 15     |
| N. Grabmüller | 23                     | 154                    | 95                     | 51                     | 8                      | 2               | 6               | 4               | 2               | 0               | 1                    | 9                    | 4                    | 4                    | 1                    | 3                | 16               | 10               | 5                | 1                | 2         | 12        | 8         | 2         | 2         | 31     | 197    | 121    | 64     | 12     |
| N. Jeschko    | 11                     | 5                      | 4                      | 1                      | 0                      | 0               | 0               | 0               | 0               | 0               | 0                    | 0                    | 0                    | 0                    | 0                    | 1                | 1                | 1                | 0                | 0                | 1         | 1         | 0         | 1         | 0         | 13     | 7      | 5      | 2      | 0      |
| M. Jovanović  | 25                     | 46                     | 14                     | 24                     | 8                      | 2               | 1               | 1               | 0               | 0               | 1                    | 3                    | 0                    | 2                    | 1                    | 6                | 9                | 4                | 2                | 3                | 2         | 4         | 1         | 3         | 0         | 36     | 63     | 20     | 31     | 12     |
| N. Kronthaler | 25                     | 300                    | 270                    | 21                     | 9                      | 2               | 17              | 16              | 1               | 0               | 1                    | 18                   | 16                   | 2                    | 0                    | 6                | 82               | 69               | 9                | 4                | 2         | 25        | 24        | 1         | 0         | 36     | 442    | 395    | 34     | 13     |
| T. McIntosh   | 27                     | 0                      | 0                      | 0                      | 0                      | 2               | 0               | 0               | 0               | 0               | 1                    | 0                    | 0                    | 0                    | 0                    | 6                | 0                | 0                | 0                | 0                | 2         | 0         | 0         | 0         | 0         | 38     | 0      | 0      | 0      | 0      |
| A. Nath       | 22                     | 250                    | 219                    | 19                     | 12                     | 2               | 17              | 16              | 1               | 0               | -                    | -                    | -                    | -                    | -                    | 6                | 55               | 45               | 6                | 4                | 2         | 34        | 31        | 3         | 0         | 32     | 356    | 311    | 29     | 16     |
| F. Örley      | 14                     | 59                     | 49                     | 9                      | 1                      | 2               | 5               | 2               | 1               | 2               | 1                    | 3                    | 3                    | 0                    | 0                    | 3                | 4                | 4                | 0                | 0                | 2         | 0         | 0         | 0         | 0         | 22     | 71     | 58     | 10     | 3      |
| N. Salsi      | 26                     | 28                     | 7                      | 13                     | 8                      | 2               | 2               | 0               | 1               | 1               | 1                    | 1                    | 0                    | 1                    | 0                    | 5                | 5                | 0                | 4                | 1                | 2         | 3         | 2         | 0         | 1         | 36     | 39     | 9      | 19     | 11     |
| M. Varblane   | 21                     | 163                    | 91                     | 54                     | 18                     | 2               | 14              | 6               | 4               | 4               | 1                    | 2                    | 2                    | 0                    | 0                    | 5                | 31               | 20               | 11               | 0                | 2         | 18        | 13        | 4         | 1         | 31     | 228    | 132    | 73     | 23     |
| L. Weber      | 23                     | 385                    | 333                    | 23                     | 29                     | 2               | 36              | 32              | 1               | 3               | 1                    | 12                   | 9                    | 0                    | 3                    | 6                | 99               | 91               | 6                | 2                | 2         | 42        | 33        | 1         | 8         | 34     | 574    | 498    | 31     | 45     |

P = presenze; PT = punti totali; AV = attacchi vincenti; MV = muri vincenti; BV = battute vincenti